# きららファンタジア
『きららファンタジア』は、かつてドリコムが開発・運営し、アニプレックスが配信していたスマートフォン専用基本無料ゲーム。芳文社の雑誌『まんがタイムきらら』シリーズのキャラクターと本作のオリジナルキャラクターが夢の共演を果たし、架空の世界「エトワリア」で冒険するオリジナルストーリーが展開されるクロスオーバーRPG。略称は「きらファン」。
2017年6月25日に東京ドームシティホールで開催された「まんがタイムきららフェスタ」にて発表され、同年8月10日に事前登録受付を開始した。その後、同年12月11日に配信が開始された。
2023年2月28日16:00をもってサービスを終了し、一部機能（キャラクター一覧、図書館、オプション）を残したオフライン版が配信された。

## ゲームシステム

### シナリオ
世界を救うための冒険に出るメインシナリオと、キャラクターの「なかよし度」を上げることで閲覧できるキャラクターシナリオの2種類がある。作品の垣根を越えてキャラクター同士が交流するクロスシナリオや、★5キャラクターが特定条件を満たすことで閲覧できるフルボイスのメモリアルクエスト、本作参戦作品の原作者がシナリオやキャラクターデザインを手掛けた作家クエストもある。

### バトル
タイムライン上に表示されるアイコンが右端に到達したキャラクターから行動するバトルシステムである。行動したキャラクターは、その行動に応じてタイムライン上の左側に移動する。バトルの進行は自動化でき、進行スピードを倍速にもできる。
味方キャラクターは5種類あるクラス（職業）のいずれかに属し、敵味方を問わずすべてのキャラクターは6種類ある属性のいずれかを持つ。せんしは高威力の単体攻撃が得意である。ナイトは高い防御力を持ち、仲間をかばうことができる。まほうつかいは高威力の全体攻撃を使える。そうりょは仲間の体力を回復させられる。アルケミストは相手を状態異常にしたり、ステータスを下げて仲間を補助する。炎、水、土、風の4属性は特定の属性に対して有利であり、陽属性と月属性は互いに有利である。同じ人物でも、クラスや属性の異なるものが存在し、クラスが違えばステータスは大きく異なる。
キャラクターごとに通常攻撃と2種類の「クラススキル」を持ち、ぶき（武器）を装備することで「ぶきスキル」を持てる。強力なコマンドほど次の行動が遅くなる。攻撃することでとっておきゲージを溜め、ゲージが最大になると「とっておき」を使える。とっておきは、そのキャラクターが登場した原作のシーンをモチーフとしている。一方で攻撃を受けるとスタンゲージが溜まり、最大まで溜まるとスタン（行動不能）状態になる。「きららのスキル」は、味方の攻撃力上昇や体力回復などの効果を持つオーブをきららに装備することで、クエストごとに1回だけ使える。

### キャラクター育成
クエストをクリアしたり、ルームで生活するとなかよし度が上昇する。なかよし度の上昇により前述のキャラクターシナリオの他、ステータスの強化、プロフィールボイスの獲得もできる。
レアリティが★4、★5のキャラクターは進化することでステータスをさらに強化できるようになる。進化するためには4回の限界突破を行った上で、キャラクターのレベルを一定値に到達させる必要がある。進化するとキャラクターのイラストが変化する。
召喚（ガチャ）で同一キャラクターを重複して入手すると、クラスとレアリティに対応した「つぼみ」「果実」「星結晶」が手に入る。これらのアイテムは限界突破に必要になる。同時にポイントを獲得し、一定値に達するとキャラクターが覚醒する。覚醒によりキャラクターのステータスが上昇し、とっておきをさらに強化できる。すでに最大覚醒しているキャラクターを入手した場合、輝星のかけらというアイテムを獲得できる。

### 里
「里」は本作のキャラクターの拠点であり、そこで冒険の準備を行う。里の空き地に施設を置くことで、キャラクターのステータスを強化したりアイテムを生産できる。里にある「ルーム」にはキャラクターを5人まで選んで住まわせることができ（サブルームを合わせると計10人）、内装をカスタマイズできる。入居したキャラクターは現実世界の時間に沿って、昼はルーム内で過ごしたり里の商店街へ出かけるなどし、夜になると全員が就寝する。
2018年3月19日より「トレーニング」機能が実装された。キャラクターを編成してトレーニングさせることで、経験値やアイテムを獲得できる。メインクエストの新章が追加される際、新たなトレーニング項目も追加される。
里の「商店街」には、キャラクターの育成に必要な素材を取り扱うトレードショップ、ぶきの作成や強化を行う鍛冶屋、ルームの家具や里に設置する施設を調達する建築屋がある。

## あらすじ
この節では本作の主流である「メインシナリオ」について述べる。
2022年10月時点ではメインクエスト第1部として全8章と外伝が、第2部として全9章と外伝が公開されている。2018年12月10日から、プロローグ、および1章と2章が、2019年5月30日までに外伝まですべてがフルボイスとなった。第2部は最初からフルボイスである。メインクエストは芳文社の漫画アプリ「COMIC FUZ」でコミカライズされることが決定した。2020年12月10日よりメインクエスト第2部「断ち切られし絆」がリリースされ、第1部のタイトルが「封印されし女神」であることも明かされた。
物語の舞台は「エトワリア」という架空の世界である。エトワリアは「言の葉の樹」の神殿に住む女神・ソラが聖なる力で治めている。国民は女神の描く「聖典」を読み、そこからクリエという力を得て生活している。

### メインクエスト第1部「封印されし女神」
ある日、ソラに仕える筆頭神官・アルシーヴがソラを封印し、禁呪である「オーダー」を使って聖典に記された人物を召喚し始める。ソラがいなければ聖典がなくなってしまう。封印の瞬間を目撃した少女・ランプは、お供のマッチとともにソラと世界を救うため、クリエの源となる聖典の登場人物「クリエメイト」を召喚できるという伝説の召喚士を探す旅に出る。考えなしに出発したランプは行き詰まってしまうが、きららという村人に助けてもらう。きららこそが伝説の召喚士であり、ランプときららはアルシーヴ打倒のため、召喚されてしまった人々とともに旅を続けていく。
1章では『ひだまりスケッチ』の登場人物が、2章では『NEW GAME!』の登場人物がオーダーされる。
3章では『がっこうぐらし!』の登場人物がオーダーされ、砂漠で遭遇した「やつら」を撃退する。4章では『Aチャンネル』の登場人物がオーダーされ、渓谷地帯で七賢者ソルトと戦う中で、きららが「クリエメイトを見抜く力」を持つことを知られてしまう。アルシーヴがランプの心を折るべく現れ、力を見せつけて去ったが、きららの説得により旅が続行される。
ランプは、それまでマッチに口止めされていたものの、自身が女神候補生であることをきららに打ち明ける。5章では『きんいろモザイク』の登場人物がオーダーされ、金髪少女を信奉する市民をかわしながら、七賢者ジンジャーの屋敷へ向かう。6章では『ステラのまほう』の登場人物がオーダーされ、その影響で先へ進めなくなる中、七賢者フェンネルと一時的に協力する。7章では『ゆゆ式』の登場人物がオーダーされたが、七賢者ハッカの魔法により、夢の中の「エトワリア学園高等部」に閉じ込められる。8章では『うらら迷路帖』の登場人物がオーダーされ、彼女らの占いを頼りに、迷路のような神殿を進む。アルシーヴの元にたどり着いたきららたちはソラを封印した理由を聞かされ、オーダーの反動で弱りきったアルシーヴにランプの日記帳を読ませる。
外伝はソラが復活した後のエトワリアが舞台である。筆頭神官としての仕事に打ち込むアルシーヴに対し、ソラは休暇を命じる。これを解雇されたと誤解したアルシーヴは、きららたちの住む里で多くのクリエメイトと触れ合う。ソラは里のアルシーヴを尾行し、クリエメイトと親しくなっていくアルシーヴを羨む。里ではかつてアルシーヴとの戦いに敗れた魔術師が復讐の機会を得て、ソラを人質にするも再び敗れる。きららたちは魔術師が破れかぶれで放った魔獣テンペストと戦う。

### メインクエスト第2部「断ち切られし絆」
アルシーヴの起こした一件が片付いて女神ソラが復活し、ランプもアルシーヴの元で女神候補生との修行を再開。きららも里で平和に過ごしていた。ある日、きららとランプの前に、記憶を無くしている聖典にも載っていない少女・住良木うつつ（すめらぎ うつつ）が現れる。一方、エトワリアでは聖典の力が弱まり、それまで見たことがない魔物ウツカイが人々を襲い始める。「リアリスト」と「ウツカイ」を率いる少女・ハイプリスが全ての聖典、そして世界を破壊するために暗躍していたのだ。きららたちはうつつの故郷を探すため、再び旅に出るのであった。
1章では『まちカドまぞく』の登場人物がオーダーされるが、召喚された3人はシャミ子（吉田優子）のことを忘れていた。一方、ウツカイを率いるのは魔王シャドウミストレスであった。

## 登場人物

### 主人公とその仲間
| 名前   | 役割     | 声優       | キャラクターデザイン |
| ------ | -------- | ---------- | -------------------- |
| きらら | 主人公   | 楠木ともり | 蒼樹うめ             |
| ランプ | 旅の仲間 | 高野麻里佳 | 黒田bb               |
| マッチ | 旅の仲間 | 三森すずこ | 黒田bb               |

本作の主人公は「きらら」という女の子である。両親がおらず、辺境の村の人々に育てられた。人と人との繋がりを感じることのできる不思議な力を持つ。ランプやマッチと出会い、伝説の召喚魔法「コール」を習得した。この「コール」により、『まんがタイムきらら』シリーズのキャラクターを呼び出せる。
召喚士を探す旅に出たランプは、かつて神殿に仕えていた少女である。聖典の内容に通じており、クリエメイトと出会うと暴走気味になる。マッチはランプの保護者を自称する生き物であり、ランプと共に神殿を出て旅をしている。

### 里娘
| 名前   | 担当施設         | 声優       | キャラクターデザイン | 誕生日   |
| ------ | ---------------- | ---------- | -------------------- | -------- |
| クレア | 召喚（ガチャ）   | 和氣あず未 | 原悠衣               | 6月6日   |
| コルク | トレードショップ | 桑原由気   | ウロ                 | 11月11日 |
| ポルカ | 鍛冶屋           | 松井恵理子 | 牛木義隆             |          |
| カンナ | 建築屋           | 日笠陽子   | 得能正太郎           | 9月9日   |
| ライネ | トレーニング     | 茅野愛衣   | 川井マコト           | 4月4日   |

クレアは里で召喚に必要な鍵の管理とメンテナンスを行い、召喚を手伝う女の子である。コルクは里に店を構えながら、旅商人としてエトワリアを巡る。ポルカは里の鍛冶屋の少女で、コルクの幼馴染である。ライネは元・勇者で、武器の扱い方を指導するトレーニングを行う。カンナは里で腕の良い建築家で、ライネの幼馴染である。

### メインシナリオ第1部のキャラクター
| 名前       | 役割           | 声優       | キャラクターデザイン |
| ---------- | -------------- | ---------- | -------------------- |
| ソラ       | 女神           | ゆかな     | 得能正太郎           |
| アルシーヴ | 筆頭神官       | 沢城みゆき | きゆづきさとこ       |
| シュガー   | 七賢者（1章）  | 井口裕香   | はんざわかおり       |
| セサミ     | 七賢者（2章）  | 赤﨑千夏   | ねこうめ             |
| カルダモン | 七賢者（3章）  | 田村睦心   | あfろ                |
| ソルト     | 七賢者（4章）  | 田中真奈美 | はんざわかおり       |
| ジンジャー | 七賢者（5章）  | 渕上舞     | カヅホ               |
| フェンネル | 七賢者（6章）  | 五十嵐裕美 | 中山幸               |
| ハッカ     | 七賢者（7章）  | 茅原実里   | 篤見唯子             |
| クロモン   | 魔物（下っ端） | -          | きゆづきさとこ       |

メインシナリオ第1部では、本来はエトワリアを治める神殿のメンバーが敵である。ソラとアルシーヴについては「#シナリオ」節を参照。
七賢者シュガーは初対面の相手にも気さくに話しかける。セサミはアルシーヴの秘書でもある。カルダモンはかつて調停官として紛争地を巡っていた。ソルトはシュガーの双子の姉である。ジンジャーは言の葉の樹の根本にある街を統治している。フェンネルはアルシーヴの盾を自称する近衛兵である。ハッカはメインシナリオにおいて「エトワリア学園高等部の遠足委員」として登場する。
クロモンはアルシーヴや七賢者に使役されるモンスターで、オーダーによって呼び出された人物を捕まえる。元々は人を傷つけることはない。

### メインシナリオ第2部のキャラクター
| 名前         | 役割                 | 声優       | キャラクターデザイン |
| ------------ | -------------------- | ---------- | -------------------- |
| 住良木うつつ | 謎の少女（第2部）    | 前田佳織里 | 千葉サドル           |
| メディア     | スクライブギルド     | 逢来りん   | 原悠衣               |
| ハイプリス   | リアリストのリーダー | 能登麻美子 | 黒田bb               |
| サンストーン | 真実の手（右手）     | 大橋彩香   | はりかも             |
| ヒナゲシ     | 真実の手（弓手）     | 河野ひより | Quro                 |
| スイセン     | 真実の手（射手）     | 小泉萌香   | 荒井チェリー         |
| リコリス     | 真実の手（左手）     | 幸村恵理   | ルッチーフ           |
| ロベリア     | 真実の手（妙手）     | 野中深愛   | 琴慈                 |
| スズラン     | 真実の手（魔手）     | 加藤英美里 | 鴻巣覚               |
| エニシダ     | 真実の手（歌手）     | 山田麻莉奈 | はまじあき           |
| ダチュラ     | 真実の手（毒手）     | 鈴代紗弓   | うちのまいこ         |
| ウツカイ     | 魔物                 | -          | きゆづきさとこ       |

住良木うつつはメインクエスト第2部より登場するキャラクターで、自らの記憶を失っている。どの聖典にも書かれておらずクリエメイトかどうかも不明な、ネガティブ思考の少女である。メディアは第2章より登場するキャラクターで、聖典の写本を作成する「スクライブギルド」の長。
メインシナリオ第2部では「リアリスト」という集団が敵である。リアリストを率いるハイプリスは、全ての聖典を破壊し、世界を破壊するのが目的である“最後のボス”。サンストーンはリアリストの幹部である「真実の手」の一人で、文字通りハイプリスの「右手」として最も信頼が置かれている。ヒナゲシは「真実の手」の中でも一番の下っ端であり、「弓手」と呼ばれている。スイセン リコリス ロベリア スズラン エニシダ ダチュラ ウツカイはハイプリスが禁呪「リアライフ」で抽出した「絶望のクリエ」から生まれた魔物であり、それぞれの役割に応じた姿形を取る。

### その他のキャラクター
| 名前                   | 初登場                                                                                          | 声優     | キャラクターデザイン | 出典                        |
| ---------------------- | ----------------------------------------------------------------------------------------------- | -------- | -------------------- | --------------------------- |
| 海岸沿いの町に住む少女 | メインクエスト第1部第2章                                                                        | -        | 昆布わかめ           | [ 60 ]                      |
| 渓谷の町に住む少女     | メインクエスト第1部第4章                                                                        | -        | 相崎うたう           | [ 61 ]                      |
| リシュカ               | 「鍛冶師の夢を喰らう者」（『夢喰いメリー』新規参戦イベント）                                    | 森永千才 | 牛木義隆             | [ 62 ] [ 63 ] [ 64 ] [ 65 ] |
| 左大臣                 | 「風雲！ヒナ祭り」（2018年ひな祭りイベント）                                                    | -        | 大沖                 | [ 66 ] [ 67 ]               |
| 右大臣                 | 「風雲！ヒナ祭り」（2018年ひな祭りイベント）                                                    | -        | 大沖                 | [ 66 ] [ 67 ]               |
| オルバ                 | 「Fairies Trick」（『桜Trick』正式参戦イベント）                                                | -        | とめきち             | [ 68 ] [ 69 ]               |
| アモル                 | 「Fairies Trick」（『桜Trick』正式参戦イベント）                                                | -        | とめきち             | [ 68 ] [ 69 ]               |
| アイビス               | 「エトワリアの歌姫」（2018年5月イベント）                                                       | -        | キキ                 | [ 70 ] [ 71 ]               |
| ファル                 | 「けいおん！エトワリアライブ!!」（『けいおん！』新規参戦イベント）                              | -        | 榊                   | [ 72 ] [ 73 ]               |
| ロール                 | 「けいおん！エトワリアライブ!!」（『けいおん！』新規参戦イベント）                              | -        | 榊                   | [ 72 ] [ 73 ]               |
| エア                   | 「けいおん！エトワリアライブ!!」（『けいおん！』新規参戦イベント）                              | -        | 榊                   | [ 72 ] [ 73 ]               |
| オトヒメ               | 「海の底の玉手箱」（2018年水着イベント後半）                                                    | -        | 伊藤いづも           | [ 74 ] [ 75 ]               |
| ウミ                   | 「海の底の玉手箱」（2018年水着イベント後半）                                                    | -        | 伊藤いづも           | [ 74 ] [ 75 ]               |
| 暗黒冬将軍             | 「エトワリアのブラック・クリスマス」（2018年クリスマスイベント）                                | -        | 永山ゆうのん         | [ 76 ] [ 77 ]               |
| タマミ                 | 「三者三葉ぶらり旅」（『三者三葉』新規参戦イベント）                                            | -        | ルッチーフ           | [ 78 ] [ 79 ]               |
| ロッテ                 | 「パイレーツオブエトワリア」（2019年水着イベント後半）                                          | -        | 火曜                 | [ 80 ] [ 81 ]               |
| ヒナ首領               | 「暗雲！ヒナ祭り」（2020年ひな祭りイベント）                                                    | -        | 大沖                 | [ 66 ] [ 82 ]               |
| メイド長               | 「メイドは見た！〜金髪館怪人事件〜」（2020年ゴールデンウィークイベント）                        | 白石晴香 | むっしゅ             | [ 62 ] [ 83 ]               |
| ローズ                 | 「エトワリア野球対決」（『球詠』新規参戦イベント）                                              | -        | 桜木蓮               | [ 84 ] [ 85 ]               |
| クロヤギ               | 「きんいろ郵便局とヤギさんのてがみ」（『劇場版 きんいろモザイク Thank you!!』公開記念イベント） | -        | 原悠衣               | [ 86 ]                      |
| シロヤギ               | 「きんいろ郵便局とヤギさんのてがみ」（『劇場版 きんいろモザイク Thank you!!』公開記念イベント） | -        | 原悠衣               | [ 86 ]                      |
| ナビっち               | 「現在NEW GAME製作中」（『NEW GAME!』完結記念イベント）                                         | -        | わらびもちきなこ     | [ 87 ]                      |

### 参戦キャラクター
以下の表における作品参戦日は本格参戦の日付を示す。サービス開始日（2017年12月11日）から参戦していた作品は「初期参戦」とした。キャラクターは順次参戦し、作品参戦日と一致しないことがある。
召喚に追加された本作オリジナルキャラクターは「#登場人物」節の表を参照。
| 作品名 （キャラクターデザイン） 作品参戦日                     | キャラクター名                | 声優       |
| -------------------------------------------------------------- | ----------------------------- | ---------- |
| ひだまりスケッチ （蒼樹うめ） 初期参戦                         | ゆの                          | 阿澄佳奈   |
| ひだまりスケッチ （蒼樹うめ） 初期参戦                         | 宮子                          | 水橋かおり |
| ひだまりスケッチ （蒼樹うめ） 初期参戦                         | ヒロ                          | 後藤邑子   |
| ひだまりスケッチ （蒼樹うめ） 初期参戦                         | 沙英                          | 新谷良子   |
| ひだまりスケッチ （蒼樹うめ） 初期参戦                         | 乃莉                          | 原田ひとみ |
| ひだまりスケッチ （蒼樹うめ） 初期参戦                         | なずな                        | 小見川千明 |
| ゆゆ式 （三上小又） 初期参戦                                   | 野々原ゆずこ                  | 大久保瑠美 |
| ゆゆ式 （三上小又） 初期参戦                                   | 櫟井唯                        | 津田美波   |
| ゆゆ式 （三上小又） 初期参戦                                   | 日向縁                        | 種田梨沙   |
| ゆゆ式 （三上小又） 初期参戦                                   | 松本頼子                      | 堀江由衣   |
| ゆゆ式 （三上小又） 初期参戦                                   | 相川千穂                      | 茅野愛衣   |
| ゆゆ式 （三上小又） 初期参戦                                   | 岡野佳                        | 潘めぐみ   |
| ゆゆ式 （三上小又） 初期参戦                                   | 長谷川ふみ                    | 清水茉菜   |
| Aチャンネル （黒田bb） 初期参戦                                | るん                          | 福原香織   |
| Aチャンネル （黒田bb） 初期参戦                                | トオル                        | 悠木碧     |
| Aチャンネル （黒田bb） 初期参戦                                | ナギ                          | 内山夕実   |
| Aチャンネル （黒田bb） 初期参戦                                | ユー子                        | 寿美菜子   |
| Aチャンネル （黒田bb） 初期参戦                                | ユタカ                        | 又吉愛     |
| Aチャンネル （黒田bb） 初期参戦                                | ミホ                          | 斎藤桃子   |
| Aチャンネル （黒田bb） 初期参戦                                | 鬼頭紀美子                    | 茅原実里   |
| きんいろモザイク （原悠衣） 初期参戦                           | 大宮忍                        | 西明日香   |
| きんいろモザイク （原悠衣） 初期参戦                           | アリス・カータレット          | 田中真奈美 |
| きんいろモザイク （原悠衣） 初期参戦                           | 小路綾                        | 種田梨沙   |
| きんいろモザイク （原悠衣） 初期参戦                           | 猪熊陽子                      | 内山夕実   |
| きんいろモザイク （原悠衣） 初期参戦                           | 九条カレン                    | 東山奈央   |
| きんいろモザイク （原悠衣） 初期参戦                           | 松原穂乃花                    | 諏訪彩花   |
| きんいろモザイク （原悠衣） 初期参戦                           | 大宮勇                        | 田村ゆかり |
| きんいろモザイク （原悠衣） 初期参戦                           | 烏丸さくら                    | 佐藤聡美   |
| きんいろモザイク （原悠衣） 初期参戦                           | 久世橋朱里                    | 大西沙織   |
| きんいろモザイク （原悠衣） 初期参戦                           | 日暮香奈                      | 中津真莉   |
| がっこうぐらし! （千葉サドル） 初期参戦                        | 丈槍由紀                      | 水瀬いのり |
| がっこうぐらし! （千葉サドル） 初期参戦                        | 恵飛須沢胡桃                  | 小澤亜李   |
| がっこうぐらし! （千葉サドル） 初期参戦                        | 若狭悠里                      | M・A・O    |
| がっこうぐらし! （千葉サドル） 初期参戦                        | 直樹美紀                      | 高橋李依   |
| がっこうぐらし! （千葉サドル） 初期参戦                        | 佐倉慈                        | 茅野愛衣   |
| がっこうぐらし! （千葉サドル） 初期参戦                        | 祠堂圭                        | 木村珠莉   |
| ステラのまほう （くろば・U） 初期参戦                          | 本田珠輝                      | 長縄まりあ |
| ステラのまほう （くろば・U） 初期参戦                          | 村上椎奈                      | 村川梨衣   |
| ステラのまほう （くろば・U） 初期参戦                          | 関あやめ                      | 小澤亜李   |
| ステラのまほう （くろば・U） 初期参戦                          | 藤川歌夜                      | 悠木碧     |
| ステラのまほう （くろば・U） 初期参戦                          | 布田裕美音                    | 前川涼子   |
| ステラのまほう （くろば・U） 初期参戦                          | 百武照                        | 赤﨑千夏   |
| ステラのまほう （くろば・U） 初期参戦                          | 飯野水葉                      | 金子彩花   |
| ステラのまほう （くろば・U） 初期参戦                          | 池谷乃々                      | 日高里菜   |
| ステラのまほう （くろば・U） 初期参戦                          | 鶴瀬まつり                    | 指出毬亜   |
| NEW GAME! （得能正太郎） 初期参戦                              | 涼風青葉                      | 高田憂希   |
| NEW GAME! （得能正太郎） 初期参戦                              | 八神コウ                      | 日笠陽子   |
| NEW GAME! （得能正太郎） 初期参戦                              | 遠山りん                      | 茅野愛衣   |
| NEW GAME! （得能正太郎） 初期参戦                              | 滝本ひふみ                    | 山口愛     |
| NEW GAME! （得能正太郎） 初期参戦                              | 篠田はじめ                    | 戸田めぐみ |
| NEW GAME! （得能正太郎） 初期参戦                              | 飯島ゆん                      | 竹尾歩美   |
| NEW GAME! （得能正太郎） 初期参戦                              | 桜ねね                        | 朝日奈丸佳 |
| NEW GAME! （得能正太郎） 初期参戦                              | 阿波根うみこ                  | 森永千才   |
| NEW GAME! （得能正太郎） 初期参戦                              | 葉月しずく                    | 喜多村英梨 |
| NEW GAME! （得能正太郎） 初期参戦                              | 望月紅葉                      | 鈴木亜理沙 |
| NEW GAME! （得能正太郎） 初期参戦                              | 鳴海ツバメ                    | 大和田仁美 |
| NEW GAME! （得能正太郎） 初期参戦                              | 星川ほたる                    | 石見舞菜香 |
| うらら迷路帖 （はりかも） 初期参戦                             | 千矢                          | 原田彩楓   |
| うらら迷路帖 （はりかも） 初期参戦                             | 巽紺                          | 本渡楓     |
| うらら迷路帖 （はりかも） 初期参戦                             | 雪見小梅                      | 久保ユリカ |
| うらら迷路帖 （はりかも） 初期参戦                             | 棗ノノ                        | 佳村はるか |
| うらら迷路帖 （はりかも） 初期参戦                             | 棗ニナ                        | 茅野愛衣   |
| うらら迷路帖 （はりかも） 初期参戦                             | 色井佐久                      | 諏訪彩花   |
| うらら迷路帖 （はりかも） 初期参戦                             | 二条臣                        | 市ノ瀬加那 |
| うらら迷路帖 （はりかも） 初期参戦                             | 花原椿                        | 田村睦心   |
| うらら迷路帖 （はりかも） 初期参戦                             | マリ・キスピルクエット        | 矢作紗友里 |
| キルミーベイベー （カヅホ） 2018年1月22日                      | 折部やすな                    | 赤﨑千夏   |
| キルミーベイベー （カヅホ） 2018年1月22日                      | ソーニャ                      | 田村睦心   |
| キルミーベイベー （カヅホ） 2018年1月22日                      | 呉織あぎり                    | 篠田みなみ |
| 桜Trick （タチ） 2018年3月28日                                 | 高山春香                      | 戸松遥     |
| 桜Trick （タチ） 2018年3月28日                                 | 園田優                        | 井口裕香   |
| 桜Trick （タチ） 2018年3月28日                                 | 野田コトネ                    | 相坂優歌   |
| 桜Trick （タチ） 2018年3月28日                                 | 南しずく                      | 五十嵐裕美 |
| 桜Trick （タチ） 2018年3月28日                                 | 池野楓                        | 渕上舞     |
| 桜Trick （タチ） 2018年3月28日                                 | 飯塚ゆず                      | 戸田めぐみ |
| 桜Trick （タチ） 2018年3月28日                                 | 園田美月                      | 藤田咲     |
| 桜Trick （タチ） 2018年3月28日                                 | 乙川澄                        | 麻倉もも   |
| ブレンド・S （中山幸） 2018年1月10日                           | 桜ノ宮苺香                    | 和氣あず未 |
| ブレンド・S （中山幸） 2018年1月10日                           | 日向夏帆                      | 鬼頭明里   |
| ブレンド・S （中山幸） 2018年1月10日                           | 星川麻冬                      | 春野杏     |
| ブレンド・S （中山幸） 2018年1月10日                           | 天野美雨                      | 種﨑敦美   |
| ブレンド・S （中山幸） 2018年1月10日                           | 神崎ひでり                    | 徳井青空   |
| ブレンド・S （中山幸） 2018年1月10日                           | 桜ノ宮愛香                    | 松嵜麗     |
| 夢喰いメリー （牛木義隆） 2018年2月19日                        | メリー・ナイトメア            | 佐倉綾音   |
| 夢喰いメリー （牛木義隆） 2018年2月19日                        | 橘勇魚                        | 茅野愛衣   |
| 夢喰いメリー （牛木義隆） 2018年2月19日                        | 光凪由衣                      | 秋谷智子   |
| 夢喰いメリー （牛木義隆） 2018年2月19日                        | エンギ・スリーピース          | 遠藤綾     |
| 夢喰いメリー （牛木義隆） 2018年2月19日                        | クリオネ                      | 結名美月   |
| スロウスタート （篤見唯子） 2018年4月11日                      | 一之瀬花名                    | 近藤玲奈   |
| スロウスタート （篤見唯子） 2018年4月11日                      | 十倉栄依子                    | 嶺内ともみ |
| スロウスタート （篤見唯子） 2018年4月11日                      | 百地たまて                    | 伊藤彩沙   |
| スロウスタート （篤見唯子） 2018年4月11日                      | 千石冠                        | 長縄まりあ |
| スロウスタート （篤見唯子） 2018年4月11日                      | 万年大会                      | 内田真礼   |
| スロウスタート （篤見唯子） 2018年4月11日                      | 京塚志温                      | M・A・O    |
| スロウスタート （篤見唯子） 2018年4月11日                      | 榎並清瀬                      | 沼倉愛美   |
| スロウスタート （篤見唯子） 2018年4月11日                      | 十倉光希                      | 楠木ともり |
| ゆるキャン△ （あfろ） 2018年4月25日                            | 志摩リン                      | 東山奈央   |
| ゆるキャン△ （あfろ） 2018年4月25日                            | 各務原なでしこ                | 花守ゆみり |
| ゆるキャン△ （あfろ） 2018年4月25日                            | 大垣千明                      | 原紗友里   |
| ゆるキャン△ （あfろ） 2018年4月25日                            | 犬山あおい                    | 豊崎愛生   |
| ゆるキャン△ （あfろ） 2018年4月25日                            | 斉藤恵那                      | 高橋李依   |
| ゆるキャン△ （あfろ） 2018年4月25日                            | 土岐綾乃                      | 黒沢ともよ |
| ハナヤマタ （浜弓場双） 2018年5月30日                          | 関谷なる                      | 上田麗奈   |
| ハナヤマタ （浜弓場双） 2018年5月30日                          | ハナ・N・フォンテーンスタンド | 田中美海   |
| ハナヤマタ （浜弓場双） 2018年5月30日                          | 笹目ヤヤ                      | 奥野香耶   |
| ハナヤマタ （浜弓場双） 2018年5月30日                          | 西御門多美                    | 大坪由佳   |
| ハナヤマタ （浜弓場双） 2018年5月30日                          | 常盤真智                      | 沼倉愛美   |
| こみっくがーるず （はんざわかおり） 2018年6月13日              | 萌田薫子                      | 赤尾ひかる |
| こみっくがーるず （はんざわかおり） 2018年6月13日              | 恋塚小夢                      | 本渡楓     |
| こみっくがーるず （はんざわかおり） 2018年6月13日              | 色川琉姫                      | 大西沙織   |
| こみっくがーるず （はんざわかおり） 2018年6月13日              | 勝木翼                        | 高橋李依   |
| こみっくがーるず （はんざわかおり） 2018年6月13日              | 編沢まゆ                      | 津田美波   |
| こみっくがーるず （はんざわかおり） 2018年6月13日              | 虹野美晴                      | 七瀬彩夏   |
| こみっくがーるず （はんざわかおり） 2018年6月13日              | 怖浦すず                      | 上田麗奈   |
| こみっくがーるず （はんざわかおり） 2018年6月13日              | 色川美姫                      | 木野日菜   |
| あんハピ♪ （琴慈） 2018年10月25日                              | 花小泉杏                      | 花守ゆみり |
| あんハピ♪ （琴慈） 2018年10月25日                              | 雲雀丘瑠璃                    | 白石晴香   |
| あんハピ♪ （琴慈） 2018年10月25日                              | 久米川牡丹                    | 安野希世乃 |
| あんハピ♪ （琴慈） 2018年10月25日                              | 萩生響                        | 山村響     |
| あんハピ♪ （琴慈） 2018年10月25日                              | 江古田蓮                      | 吉岡茉祐   |
| あんハピ♪ （琴慈） 2018年10月25日                              | 狭山椿                        | 森永千才   |
| けいおん! （かきふらい） 2018年7月23日                         | 平沢唯                        | 豊崎愛生   |
| けいおん! （かきふらい） 2018年7月23日                         | 秋山澪                        | 日笠陽子   |
| けいおん! （かきふらい） 2018年7月23日                         | 田井中律                      | 佐藤聡美   |
| けいおん! （かきふらい） 2018年7月23日                         | 琴吹紬                        | 寿美菜子   |
| けいおん! （かきふらい） 2018年7月23日                         | 中野梓                        | 竹達彩奈   |
| けいおん! （かきふらい） 2018年7月23日                         | 山中さわ子                    | 真田アサミ |
| けいおん! （かきふらい） 2018年7月23日                         | 平沢憂                        | 米澤円     |
| はるかなレシーブ （如意自在） 2018年8月30日                    | 大空遥                        | 優木かな   |
| はるかなレシーブ （如意自在） 2018年8月30日                    | 比嘉かなた                    | 宮下早紀   |
| はるかなレシーブ （如意自在） 2018年8月30日                    | トーマス・紅愛                | 種﨑敦美   |
| はるかなレシーブ （如意自在） 2018年8月30日                    | トーマス・恵美理              | 末柄里恵   |
| はるかなレシーブ （如意自在） 2018年8月30日                    | 遠井成美                      | 島袋美由利 |
| はるかなレシーブ （如意自在） 2018年8月30日                    | 立花彩紗                      | 伊藤かな恵 |
| はるかなレシーブ （如意自在） 2018年8月30日                    | 大城あかり                    | 木村千咲   |
| ご注文はうさぎですか? （Koi） 2018年11月6日                    | ココア                        | 佐倉綾音   |
| ご注文はうさぎですか? （Koi） 2018年11月6日                    | チノ                          | 水瀬いのり |
| ご注文はうさぎですか? （Koi） 2018年11月6日                    | リゼ                          | 種田梨沙   |
| ご注文はうさぎですか? （Koi） 2018年11月6日                    | 千夜                          | 佐藤聡美   |
| ご注文はうさぎですか? （Koi） 2018年11月6日                    | シャロ                        | 内田真礼   |
| ご注文はうさぎですか? （Koi） 2018年11月6日                    | マヤ                          | 徳井青空   |
| ご注文はうさぎですか? （Koi） 2018年11月6日                    | メグ                          | 村川梨衣   |
| ご注文はうさぎですか? （Koi） 2018年11月6日                    | 青山ブルーマウンテン          | 早見沙織   |
| ご注文はうさぎですか? （Koi） 2018年11月6日                    | モカ                          | 茅野愛衣   |
| アニマエール! （卯花つかさ） 2018年11月21日                    | 鳩谷こはね                    | 尾崎由香   |
| アニマエール! （卯花つかさ） 2018年11月21日                    | 有馬ひづめ                    | 山田唯菜   |
| アニマエール! （卯花つかさ） 2018年11月21日                    | 猿渡宇希                      | 井澤美香子 |
| アニマエール! （卯花つかさ） 2018年11月21日                    | 舘島虎徹                      | 楠木ともり |
| アニマエール! （卯花つかさ） 2018年11月21日                    | 牛久花和                      | 白石晴香   |
| アニマエール! （卯花つかさ） 2018年11月21日                    | 稲葉兎和                      | 南早紀     |
| 三者三葉 （荒井チェリー） 2019年3月28日                        | 西川葉子                      | 和久井優   |
| 三者三葉 （荒井チェリー） 2019年3月28日                        | 小田切双葉                    | 金澤まい   |
| 三者三葉 （荒井チェリー） 2019年3月28日                        | 葉山照                        | 吉岡麻耶   |
| 三者三葉 （荒井チェリー） 2019年3月28日                        | 西山芹奈                      | Machico    |
| 三者三葉 （荒井チェリー） 2019年3月28日                        | 近藤亜紗子                    | 鈴木愛奈   |
| 三者三葉 （荒井チェリー） 2019年3月28日                        | 薗部篠                        | 桃河りか   |
| 三者三葉 （荒井チェリー） 2019年3月28日                        | 葉山光                        | 西明日香   |
| GA 芸術科アートデザインクラス （きゆづきさとこ） 2019年4月11日 | 山口如月                      | 戸松遥     |
| GA 芸術科アートデザインクラス （きゆづきさとこ） 2019年4月11日 | 野田ミキ                      | 徳永愛     |
| GA 芸術科アートデザインクラス （きゆづきさとこ） 2019年4月11日 | 友兼                          | 沢城みゆき |
| GA 芸術科アートデザインクラス （きゆづきさとこ） 2019年4月11日 | 大道雅                        | 名塚佳織   |
| GA 芸術科アートデザインクラス （きゆづきさとこ） 2019年4月11日 | 野崎奈三子                    | 堀江由衣   |
| 棺担ぎのクロ。〜懐中旅話〜 （きゆづきさとこ） 2019年4月11日    | クロ                          | 金澤まい   |
| まちカドまぞく （伊藤いづも） 2019年9月11日                    | 吉田優子                      | 小原好美   |
| まちカドまぞく （伊藤いづも） 2019年9月11日                    | 千代田桃                      | 鬼頭明里   |
| まちカドまぞく （伊藤いづも） 2019年9月11日                    | リリス                        | 高橋未奈美 |
| まちカドまぞく （伊藤いづも） 2019年9月11日                    | 陽夏木ミカン                  | 高柳知葉   |
| まちカドまぞく （伊藤いづも） 2019年9月11日                    | 吉田良子                      | 大和田仁美 |
| はるみねーしょん （大沖） 2019年10月8日                        | 細野はるみ                    | 大森日雅   |
| はるみねーしょん （大沖） 2019年10月8日                        | 高橋ユキ                      | 藍原ことみ |
| はるみねーしょん （大沖） 2019年10月8日                        | 坂本香樹                      | 金子有希   |
| はるみねーしょん （大沖） 2019年10月8日                        | 細野あるみ                    | 田中美海   |
| 幸腹グラフィティ （川井マコト） 2020年2月13日                  | 町子リョウ                    | 佐藤利奈   |
| 幸腹グラフィティ （川井マコト） 2020年2月13日                  | 森野きりん                    | 大亀あすか |
| 幸腹グラフィティ （川井マコト） 2020年2月13日                  | 椎名                          | 小松未可子 |
| 幸腹グラフィティ （川井マコト） 2020年2月13日                  | 内木ユキ                      | 井口裕香   |
| 恋する小惑星 （Quro） 2020年3月13日                            | 木ノ幡みら                    | 高柳知葉   |
| 恋する小惑星 （Quro） 2020年3月13日                            | 真中あお                      | 山口愛     |
| 恋する小惑星 （Quro） 2020年3月13日                            | 猪瀬舞                        | 指出毬亜   |
| 恋する小惑星 （Quro） 2020年3月13日                            | 桜井美景                      | 東山奈央   |
| 恋する小惑星 （Quro） 2020年3月13日                            | 森野真理                      | 上坂すみれ |
| 球詠 （マウンテンプクイチ） 2020年6月9日                       | 武田詠深                      | 前田佳織里 |
| 球詠 （マウンテンプクイチ） 2020年6月9日                       | 山崎珠姫                      | 天野聡美   |
| 球詠 （マウンテンプクイチ） 2020年6月9日                       | 中村希                        | 野口瑠璃子 |
| 球詠 （マウンテンプクイチ） 2020年6月9日                       | 川口芳乃                      | 白城なお   |
| あっちこっち （異識） 2020年9月10日                            | 御庭つみき                    | 大久保瑠美 |
| あっちこっち （異識） 2020年9月10日                            | 春野姫                        | 福原香織   |
| あっちこっち （異識） 2020年9月10日                            | 片瀬真宵                      | 生天目仁美 |
| あっちこっち （異識） 2020年9月10日                            | 桜川キクヱ                    | 岩男潤子   |
| おちこぼれフルーツタルト （浜弓場双） 2020年10月13日           | 桜衣乃                        | 新田ひより |
| おちこぼれフルーツタルト （浜弓場双） 2020年10月13日           | 関野ロコ                      | 久保田梨沙 |
| おちこぼれフルーツタルト （浜弓場双） 2020年10月13日           | 貫井はゆ                      | 白石晴香   |
| おちこぼれフルーツタルト （浜弓場双） 2020年10月13日           | 前原仁菜                      | 近藤玲奈   |
| おちこぼれフルーツタルト （浜弓場双） 2020年10月13日           | 緑へも                        | 守屋亨香   |
| ぱわーおぶすまいる。 （ウロ） 2020年11月11日                   | 篠華まゆ                      | 芝崎典子   |
| ぱわーおぶすまいる。 （ウロ） 2020年11月11日                   | 虎道環                        | 河瀬茉希   |
| ぱわーおぶすまいる。 （ウロ） 2020年11月11日                   | 叢園寺観久                    | 丸岡和佳奈 |
| こはる日和。 （ねこうめ） 2020年11月11日                       | 小野坂こはる                  | 日岡なつみ |
| こはる日和。 （ねこうめ） 2020年11月11日                       | 橘ニナ                        | 立花理香   |
| こはる日和。 （ねこうめ） 2020年11月11日                       | 北沢みさき                    | 土屋李央   |
| こはる日和。 （ねこうめ） 2020年11月11日                       | 牧之瀬ひまり                  | 岡咲美保   |
| こはる日和。 （ねこうめ） 2020年11月11日                       | 小野坂さおり                  | 長谷川育美 |
| スローループ （うちのまいこ） 2022年3月15日                    | 海凪ひより                    | 久住琳     |
| スローループ （うちのまいこ） 2022年3月15日                    | 海凪小春                      | 日岡なつみ |
| スローループ （うちのまいこ） 2022年3月15日                    | 吉永恋                        | 嶺内ともみ |
| RPG不動産 （険持ちよ） 2022年6月14日                           | 風色琴音                      | 井上ほの花 |
| RPG不動産 （険持ちよ） 2022年6月14日                           | ファー                        | 木野日菜   |
| RPG不動産 （険持ちよ） 2022年6月14日                           | ルフリア                      | 川井田夏海 |
| RPG不動産 （険持ちよ） 2022年6月14日                           | ラキラ                        | 石見舞菜香 |
| ぼっち・ざ・ろっく! （はまじあき） 2022年10月12日              | 後藤ひとり                    | 青山吉能   |
| ぼっち・ざ・ろっく! （はまじあき） 2022年10月12日              | 伊地知虹夏                    | 鈴代紗弓   |
| ぼっち・ざ・ろっく! （はまじあき） 2022年10月12日              | 山田リョウ                    | 水野朔     |
| ぼっち・ざ・ろっく! （はまじあき） 2022年10月12日              | 喜多郁代                      | 長谷川育美 |
| ※以下はまんがタイムレーベル（コラボイベントにて参戦）          |                               |            |
| 大家さんは思春期! （水瀬るるう） 2021年6月9日                  | 里中チエ                      | 久保ユリカ |
| 大家さんは思春期! （水瀬るるう） 2021年6月9日                  | 白井麗子                      | 生天目仁美 |
| 恋愛ラボ （宮原るり） 2021年6月9日                             | 倉橋莉子                      | 沼倉愛美   |
| 恋愛ラボ （宮原るり） 2021年6月9日                             | 真木夏緒                      | 赤崎千夏   |
| 小森さんは断れない! （クール教信者） 2021年6月9日              | 小森しゅり                    | 内田彩     |
| 小森さんは断れない! （クール教信者） 2021年6月9日              | 西鳥めぐみ                    | 小澤亜李   |
| 小森さんは断れない! （クール教信者） 2021年6月9日              | 根岸まり子                    | 長縄まりあ |

## シナリオ一覧
ここでは、常設であるメインクエストおよび作家クエストのシナリオのみを挙げる。キャラクターシナリオやイベントクエストのシナリオなど、特定の条件下のみで閲覧可能なシナリオは記載しない。

### メインクエスト第1部「封印されし女神」（シナリオ）
シナリオは木緒なち&KOMEGAMES。
| 話数       | サブタイトル             | 原作             | 原作者                            | 実装日         | 出典    |
| ---------- | ------------------------ | ---------------- | --------------------------------- | -------------- | ------- |
| プロローグ | はるかなる旅立ち         | -                | -                                 | 初期           | -       |
| 1章        | この世界でも、笑顔を     | ひだまりスケッチ | 蒼樹うめ                          | 初期           | -       |
| 2章        | 続きから▷港町            | NEW GAME!        | 得能正太郎                        | 初期           | -       |
| 3章        | さばくぐらし?            | がっこうぐらし!  | 原作： 海法紀光 作画： 千葉サドル | 初期           | -       |
| 4章        | Aのはざまにて            | Aチャンネル      | 黒田bb                            | 2018年3月19日  | [ 131 ] |
| 5章        | きんいろパニック         | きんいろモザイク | 原悠衣                            | 2018年5月23日  | [ 132 ] |
| 6章        | 進め!デバッグ探検隊!     | ステラのまほう   | くろば・U                         | 2018年7月11日  | [ 133 ] |
| 7章        | エトワリア学園情報処理部 | ゆゆ式           | 三上小又                          | 2018年10月10日 | [ 134 ] |
| 8章        | 導かれし未来             | うらら迷路帖     | はりかも                          | 2019年1月17日  | [ 135 ] |
| 外伝       | 筆頭神官の誓い           | -                | -                                 | 2019年3月13日  | [ 136 ] |

### メインクエスト第2部「断ち切られし絆」（シナリオ）
シナリオ・原案は深見真。シナリオ協力は華南恋。
| 話数       | サブタイトル               | 原作                          | 原作者         | 実装日         | 出典    |
| ---------- | -------------------------- | ----------------------------- | -------------- | -------------- | ------- |
| プロローグ | 新たな旅、謎の女の子       | -                             | -              | 2020年12月10日 | [ 35 ]  |
| 1章        | まちカドまおう             | まちカドまぞく                | 伊藤いづも     | 2020年12月10日 | [ 35 ]  |
| 2章        | 頼りはボディガード？       | -                             | -              | 2021年3月15日  | [ 137 ] |
| 3章        | げいじゅつのみやこ         | GA 芸術科アートデザインクラス | きゆづきさとこ | 2021年6月24日  | [ 138 ] |
| 4章        | うつつはひとりぼっち       | -                             | -              | 2021年9月2日   | [ 139 ] |
| 5章        | ご注文はゲリラですか？     | ご注文はうさぎですか?         | Koi            | 2021年11月25日 | [ 140 ] |
| 6章        | はじまらなかったものがたり | けいおん!                     | かきふらい     | 2022年1月27日  | [ 141 ] |
| 7章        | 連鎖する悪夢               | -                             | -              | 2022年4月13日  | [ 142 ] |
| 8章        | 旅の終わりは近づいて       | -                             | -              | 2022年7月12日  | [ 143 ] |
| 最終章     | 終わってから始まる物語     | こみっくがーるず              | はんざわかおり | 2022年7月12日  | [ 143 ] |

### 作家クエスト
シナリオ、キャラクターやモンスターのデザインなどは原則として原作者自身によるプロデュースである。シナリオ自体には他のシナリオライターによる監修が入っている場合もある。
| サブタイトル               | 原作             | 原作者     | 実装日        | 出典    |
| -------------------------- | ---------------- | ---------- | ------------- | ------- |
| PECO -A trial version-     | NEW GAME!        | 得能正太郎 | 2019年6月19日 | [ 18 ]  |
| きんいろダークネス         | きんいろモザイク | 原悠衣     | 2019年8月27日 | [ 144 ] |
| からみねーしょん           | はるみねーしょん | 大沖       | 2019年10月7日 | [ 145 ] |
| 森の小屋のゆゆしき着ぐるみ | ゆゆ式           | 三上小又   | 2019年11月1日 | [ 146 ] |
| 野クルと鋼鉄の咆哮         | ゆるキャン△      | あfろ      | 2020年1月15日 | [ 147 ] |
| スロウテイマーズ           | スロウスタート   | 篤見唯子   | 2020年7月9日  | [ 148 ] |

## 沿革
2017年6月25日、「まんがタイムきららフェスタ！2017」にてオリジナルキャラクターのきらら、ランプ、マッチ、及びキャラクターデザイン陣が発表された。同時に8タイトルから43人の原作キャラクターが参戦することも示された。
同年8月10日に事前登録受付を開始するとともに、きゆづきさとこが描き下ろしたキービジュアル、アルシーヴ、クロモン、及び得能正太郎が担当した女神ソラを公開した。事前登録受付は同年12月8日に終了し、登録数は77万を超えた。
同年10月7日には『ブレンド・S』の参戦をテレビCMで発表し、11月14日には『キルミーベイベー』の参戦を発表した。
同年12月9日にiOSアプリの先行配信を開始し、同年12月11日の7時頃にサービス開始したが、その直後から緊急メンテナンスを開始した。一度は同日13時15分を目途にメンテナンスを終了させると発表したが、同日19時30分頃から再び緊急メンテナンスに入った。14日11時頃に再びプレイ可能となった。
同年12月18日、初めてのイベント「エトワリアのサンタクロース」を開始した。開催期間は26日までの予定であったが、期間中にメンテナンスを繰り返したことを考慮して27日まで延長された。
2018年3月20日、リリースから100日を迎え、これに合わせて新機能「トレーニング」を実装した他、召喚に際して「星屑のかけら」を入手できるようになった。本作ユーザーがTwitterで特設サイトをシェアすることで、インターネット上に「ブロックきらら」が組み上がった。アニプレックスは同時期に開催された「AnimeJapan 2018」に出展し、75,000ピースからなるブロックきららの実物を会場に展示した。WEBメディアサービスを開発・運営するAppMediaによると、会場各所で本作の広告が見られたという。また、リリース100日を記念した交通広告が渋谷駅、新宿駅など首都圏の20駅に掲載された。
同年5月30日には、イベント「リメンバーよさこい」の開催に合わせ、アイテムセットである「きららパスポート」が初めて販売された。
同年6月28日、リリースから200日を迎え、特定の★5キャラクターが条件を満たすことでそのキャラクターの専用ぶきを入手できるようになった。このぶきは「エトワリウム」というアイテムを使用して進化させることができる。同年8月30日より、専用ぶきを3回進化させることで、ぶきに自動発動スキルが付与される。同年9月27日より、専用ぶきの最終進化によりぶきスキルが変化する。
同年9月27日には、覚醒機能が実装された。それ以前に覚醒条件を満たしていたキャラクターについて、実装後に重複入手した扱いでステータスが補正（補填）された。
2018年12月11日、リリースから丸1年を迎えた。メインクエストの一部がフルボイス化した他、17日まで1日1回に限り、10回召喚が無料で行えた。
2019年4月1日、公式サイトにて「きらら男子」の参戦が発表された。『ブレンド・S』のディーノなどが参戦するとされたが、実際にはエイプリルフールの冗談の一つであった。
同年6月19日には作家クエストが実装された。第1弾は『NEW GAME!』原作者の得能正太郎が担当した。実装に際しインタビューを受けた得能は、原作でも安定しているカップリングを使い、プレイヤーが把握しやすいネタを心がけたと述べた。
2020年12月10日よりメインクエスト第2部「断ち切られし絆」がリリースされた。
2022年11月4日にサービスの終了を発表、2023年2月28日16:00をもってサービスを終了。

## 売上
本作の基本プレイは無料で、アイテム課金制となっている。2017年12月20日時点ではAppStoreにおいて、有償アイテムである「星彩石」の2,900円分の初回限定セットが最も多く購入された。9,800円分の高額なセットも買われ、リサーチ・コンサルティング会社のスパイスマートはARPUが高いと推測した。
リリース当初はトラブルが相次いで発生したが、2018年4月を底に売上は改善へ向かった。売上ランキングの波の下限は、2018年6月に400位程度であったものが、同年8月には200位台に上昇している。2019年1月18日にAppStoreの売上ランキングが急上昇したことに対し、ゲーム情報サイトを運営するソーシャルインフォは、前日から3種類の召喚を同時開催したことを要因として挙げた。

## オープニング
2017年8月に開催された「コミックマーケット92」にて本作のスペシャルムービーが公開され、オープニングアニメーションと主題歌の制作が発表された。ゲーム内の「図書館」から再生可能。この第1部主題歌は、2019年11月20日より各音楽サイトで配信されている。第2部オープニングアニメーションや主題歌は、当初は一部が第2部開幕CM中で視聴出来るだけとなっており、全貌は第2章と同時に公開された。
第1部オープニングアニメーション
監督・絵コンテ・演出 - 小野学
キャラクターデザイン・作画監督 - 小野田将人
アニメーション制作 - A-1 Pictures
第1部主題歌「Torchlight〜夢の灯り〜」
歌 - KiraraQuintet [きらら（CV：楠木ともり）・ランプ（CV：高野麻里佳）・クレア（CV：和氣あず未）・ポルカ（CV：松井恵理子）・コルク（CV：桑原由気）]
作詞・作曲・編曲 - 園田智也
第2部オープニングアニメーション
監督・絵コンテ - 田中智也
キャラクターデザイン・作画監督 - 奥田陽介
演出 - 池田愛彩
アニメーション制作 - A-1 Pictures
第2部主題歌「Searchlight〜夢とうつつの物語〜」
歌 - KiraraTerzet [きらら（CV：楠木ともり）・ランプ（CV：高野麻里佳）・うつつ（CV：前田佳織里）]
作詞・作曲・編曲 - 園田健太郎

## コラボレーション
2020年9月29日から10月13日まで、初めて他社のキャラクター（サンリオキャラクター）とのコラボイベント「キセキの出会いと夢のパーティー」が行われた。
イベントシナリオにおいて「まんがタイムきらら」のキャラクターとサンリオのキャラクターが一堂に会し、プレイヤーキャラクターとしてサンリオキャラの衣装を着たきららキャラが召喚できた。対象は『きんいろモザイク』のアリスがシナモロール、『桜Trick』の優がポムポムプリン、『スロウスタート』の冠がマイメロディ、『あんハピ♪』のはなこがクロミ、『夢喰いメリー』のメリーがハローキティ、『三者三葉』の薗部がぐでたま。イラストは従来通り、きらら側の原作者による描き下ろしである。なお、『三者三葉』の薗部はこれが初実装となる。
2021年6月9日から6月24日まで、同じ芳文社つながりの漫画雑誌「まんがタイム」レーベル（きらら外）とのコラボイベント「近くて遠い世界の少女たち」開催がされた。『大家さんは思春期!』、『恋愛ラボ』、『小森さんは断れない!』の3作品から複数のキャラクターが参戦する（「#参戦キャラクター」節の表を参照）。なお、ゲーム内のシステム上の作品名は『まんがタイム』とひとまとめにして扱われている。イラストは従来通り、それぞれの原作者による描き下ろしである。

## ラジオ番組
『楠木ともりのきららファンタジアラジオ』（くすのきともり の きららファンタジア ラジオ）は、楠木ともりがパーソナリティを務めるインターネットラジオ番組である。AbemaTVの3チャンネル横断キャンペーン「きららファンタジアWEEK」の一つとして2018年4月13日、ラジオチャンネルでレギュラー放送を開始した。毎週金曜日の20時30分から21時まで配信される。アーカイブ配信はない。
レギュラーコーナーとして、こんな場面でこんな人を召喚できたら、と妄想する「コールしてみました!」、誰かと仲良くするために試みたことを報告する「なかよし度アップ!!」、出されたお題に沿ったとっておきを投稿する「とっておき!!」がある。
2019年3月24日、「AnimeJapan 2019」において本番組の公開録音が行われ、楠木ともり・高野麻里佳・近藤玲奈が出演した。
2020年10月2日より、『楠木ともりのきららファンタジアラジオ 極!』（くすのきともり の きららファンタジア ラジオ きわみ）に改題。全107回。チャンネルはアニメ2チャンネルに変更され、配信時間は24時30分からと変更された。また、OPENREC.tvでも同時配信され、そちらでは有料でアーカイブ配信されたほか、本編終了後にミニコンテンツ『楠木ともりのもうちょっときららジオ』が追加配信された。2021年10月8日より配信時間が22時 - 22時30分に変更された。

## 特別番組
2018年4月1日（3月31日深夜）、TOKYO MX・群馬テレビ・とちぎテレビ・BS11・ニコニコ生放送において『スロウスタート』『ゆるキャン△』の参戦記念特番『スロ×キャン!』が放送された。番組には近藤玲奈と花守ゆみりが出演した。
『みんなで声優を脱出させよう！ 放課後！謎解きららファンタジア』は「きららファンタジアWEEK」の一つとして2018年4月20日、AbemaTVのウルトラゲームスで放送されたインターネットテレビ番組である。楠木ともり・高野麻里佳がMCを務め、田村睦心・和氣あず未・山口愛・内山夕実がゲスト出演した。
『明日も！きららファンタジア』は、AbemaTVのウルトラゲームスで放送されたインターネットテレビ番組で、期間限定のレギュラー番組である。楠木ともり・高野麻里佳がMCを務めている。2018年5月30日には『明日も！きららファンタジア〜きらファン学園開校SP〜』のタイトルで放送された。三森すずこがゲスト出演し、「きららファンタジア サマーフェスタ2018」に関する情報を告知した。同年7月11日には『明日も！きららファンタジア〜イベント直前SP〜』のタイトルで放送された。日笠陽子・長縄まりあ・和氣あず未がゲスト出演し、黒田bbが描き下ろした番組オリジナルイラストが公開された。同年10月31日には『明日も！きららファンタジア〜参戦発表SP〜』のタイトルで放送された。松井恵理子・和氣あず未などがゲスト出演し、『ご注文はうさぎですか?』『アニマエール!』の参戦が発表された。
2019年6月14日にはニコニコ生放送およびYouTubeにおいて、『あなたのとっておきになりたいの!『きららファンタジア』特番』と題し、楠⽊ともり、鈴⽊亜理沙、⽯⾒舞菜⾹の出演する番組が生放送された。
2020年12月5日にはAbemaTVのアニメLIVE3チャンネルにおいて、『きららファンタジア 3RD ANNIVERSARY FES.』と題し、楠⽊ともり・高野麻里佳など10名のキャストが出演する番組が生放送された。3周年記念のイベントとなるが、新型コロナウイルスの影響のため、前2回と異なり配信形式となった。メインクエスト第2部の情報や、新オープニング曲、クロスキャラなどの告知が行われた。

## コミカライズ
2019年10月8日より、芳文社の公式マンガアプリ&Webサイト『COMIC FUZ』にて、本作メインストーリーのコミカライズが連載開始された。作画は鴻巣覚。また鴻巣の描いたきららが「マンガ版」としてプレイアブルキャラクターとなり、ゲームに実装された。作中では、召喚時にクレアが登場したり、里へ転移魔法で移動出来るなど、ゲームシステム再現のためにいくつかの独自解釈が行われている。きららのコールで召喚されるクリエメイトとして、1章では『ご注文はうさぎですか?』のココア、『キルミーベイベー』のやすな、『スロウスタート』の花名が登場する。2023年11月14日の更新で完結。

## 書誌情報
- きららファンタジア製作委員会（原作） / 鴻巣覚（作画）『きららファンタジア』芳文社〈FUZコミックス〉、全6巻 - コミカライズ版の単行本
  1. 2020年4月3日発売[193]、ISBN 978-4-8322-3728-5
  2. 2020年6月1日発売[193]、ISBN 978-4-8322-3831-2
  3. 2021年11月1日発売[193]、ISBN 978-4-8322-3868-8
  4. 2022年9月1日発売[193]、ISBN 978-4-8322-3940-1
  5. 2023年4月1日発売[193]、ISBN 978-4-8322-3982-1
  6. 2023年12月1日発売[193]、ISBN 978-4-8322-0345-7
- きららファンタジア製作委員会（原作） / まんがタイムきらら（編）『きららファンタジア イラストレーションズ』芳文社〈まんがタイムKRコミックス〉、全4巻 - イラスト集
  1. 2020年12月10日発売[194]、ISBN 978-4-8322-7235-4
  2. 2021年1月12日発売[194]、ISBN 978-4-8322-7243-9
  3. 2022年12月26日発売[194]、ISBN 978-4-8322-7426-6
  4. 2023年1月26日発売[194]、ISBN 978-4-8322-7434-1

## ゲーム外イベント
2018年7月21日、東京都の文京シビックホール 大ホールにて初のステージイベント「きららファンタジア サマーフェスタ2018」が開催された。楠木ともり・高野麻里佳・東山奈央・鬼頭明里などが出演した。本イベントにおいて『けいおん!』の参戦が発表された。
同年7月28日から9月24日まで、東京都のセガコラボカフェ秋葉原 2号館にて「セガコラボカフェ きららファンタジア」が開催された。四つの期間に分け、本作登場作品をモチーフとしたメニューが作られた他、グッズが販売された。
叡山電車は、運行する展望列車「きらら」と『まんがタイムきらら』との名前の縁で、コラボレーション企画を実施してきた。その一環として2018年8月4日から、本作の登場キャラクターの描かれたコラボ切符を発売した。2019年3月31日まで販売し、2019年5月31日まで有効であった。切符販売の初日には、八瀬比叡山口駅にてラッピングを施した同社の700系電車（724号車）がお披露目された。ラッピング車両は2019年1月14日まで運転された。
2019年11月17日、東京都の山野ホールにて2周年記念のステージイベント「きららファンタジア 2nd Anniversary Fes.」が開催された。楠木ともり・高野麻里佳・和氣あず未・松井恵理子・桑原由気などが出演した。本イベントにおいて、きらら（マンガ版）の実装が発表されたほか、主題歌「Torchlight〜夢の灯り〜」がはじめて歌唱披露され、また、楽曲の配信が発表された。ただし、歌唱パートのインターネット配信は行われなかった。